# Chil Rajchman
Chil Meyer Rajchman (Łódź, 14 giugno 1914 – Montevideo, 7 maggio 2004) è stato un superstite dell'Olocausto polacco naturalizzato uruguaiano, uno dei pochi sopravvissuti alla rivolta del campo di sterminio di Treblinka.

## Biografia
Chil Rajchman, nato nel 1914 a Łódź, era uno dei sei figli di un padre vedovo. Dopo l'invasione della Polonia da parte della Germania nazista, lui e il resto della famiglia furono internati nel ghetto ebraico di Pruszków, un piccolo paese nella Polonia centrale. Tale ghetto, istituito nell'ottobre del 1940, fu poi liquidato nel febbraio del 1941, e tutti gli ebrei di Pruszków furono trasferiti nel ghetto di Varsavia. Con il permesso di lavoro rilasciato dalla Judenrat per ordine dei tedeschi, Rajchman poté andare a vivere e lavorare a Ostrów Lubelski, nella Polonia orientale. Fu poi  radunato il 10 ottobre 1942 insieme ad altri abitanti del ghetto, stipato su un treno e deportato al campo di sterminio di Treblinka. Al suo arrivo al campo il giorno successivo, fu separato da sua sorella Anna e selezionato per lavorare nel gruppo dei Sonderkommando. Tra i suoi compiti vi erano quelli di tagliare i capelli alle donne mandate alle camere a gas, estrarre i denti d'oro dalle vittime morte del Totenlager e smaltire i loro cadaveri.

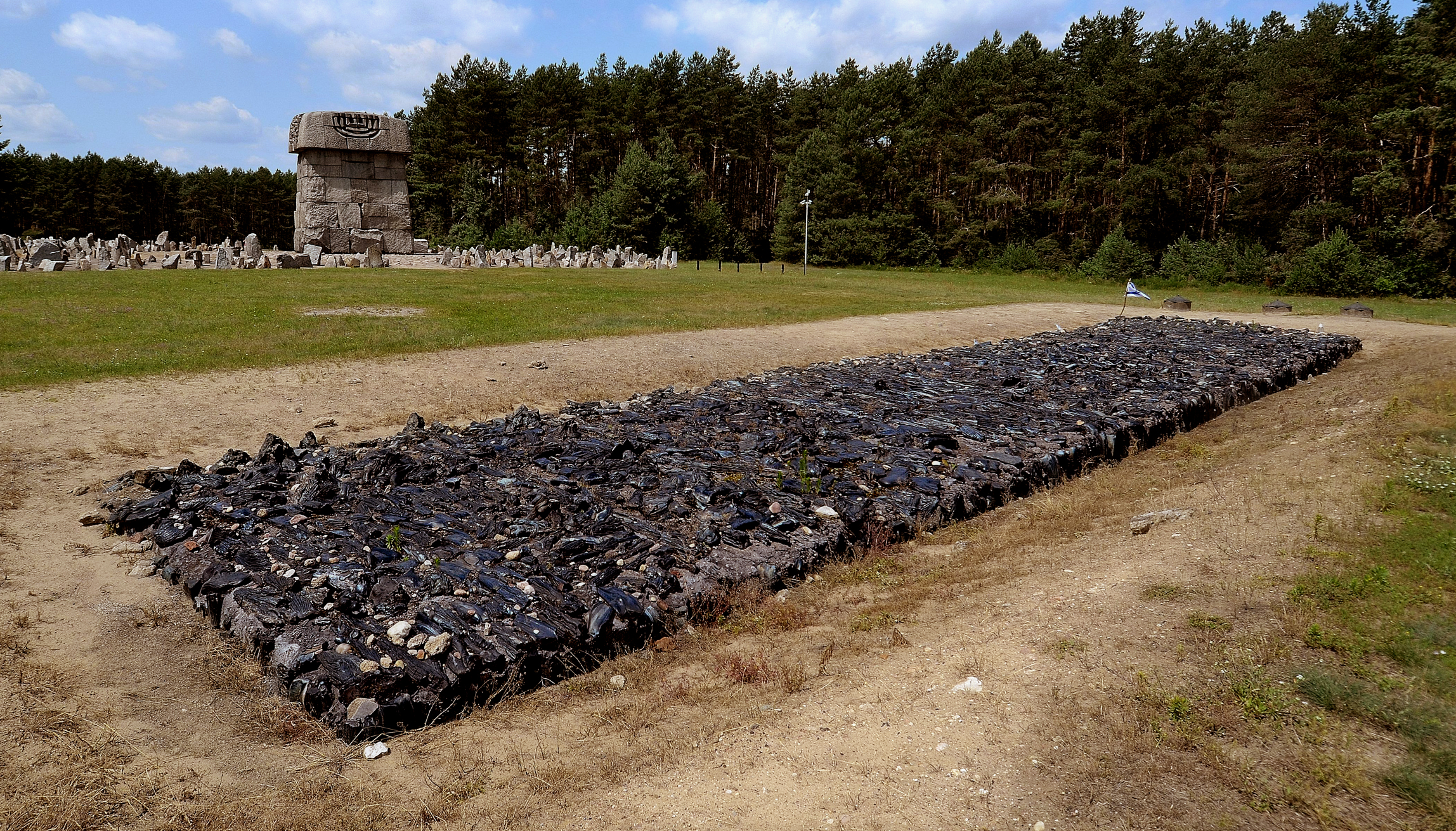
Memoriale in pietra presso il museo di Treblinka, costruito sulla fossa comune in cui venivano cremati i cavaderi.

Il 2 agosto 1943, durante la famosa rivolta di Treblinka, Chil riuscì a fuggire dal campo e fare ritorno a Varsavia, dove visse fino al 1944. In questo periodo si unì al partito socialista polacco e alla resistenza clandestina, venendo infine liberato dai sovietici il 17 gennaio 1945. Quattordici giorni dopo tornò nella sua città natale, Łódź, rimanendovi fino alla fine del 1946. Successivamente si trasferì in Francia con la moglie e poi emigrò in Uruguay.
Nel 1980 Rajchman, contattato dall'ambasciata americana, andò negli Stati Uniti per testimoniare contro la guardia ucraina John Demjanjuk, successivamente estradato a Gerusalemme per un processo di guerra tenutosi dal 1987 al 1988. Rajchman identificò erroneamente Demjanjuk, che non aveva mai prestato servizio a Treblinka, come il famigerato Ivan il Terribile, una guardia di Treblinka così chiamata per la sua estrema crudeltà e mai identificata. Rajchman si accorse del suo errore di identificazione durante il processo. Morì nel 2004 a Montevideo, all'età di 89 anni.
Tra il 1944 e il 1945, mentre si trovava a Varsavia, Rajchman scrisse un libro di memorie in lingua yiddish sulla sua esperienza a Treblinka, poi curato e revisionato nel 1946 dal poeta Nachum Bomze (Bumse). L'opera fu però pubblicata solamente nel 2009, quattro anni dopo la morte di Rajchman, da Les Arènes con il titolo francese Je suis le dernier Juif; fu poi tradotta anche in tedesco (Ich bin der letzte Jude. Treblinka 1942/43).